# 池野光
池野 光（いけの ひかる、1986年11月13日 -）は、地方競馬の福山競馬場・江口秀博厩舎に所属していた元騎手である。勝負服の柄は胴青・黄星散らし、袖黄・青一本輪。島根県出身、血液型A型。地方競馬教養センター騎手課程第79期生。

## 来歴
2004年3月31日付けで地方競馬騎手免許を取得。同年5月2日第1回福山競馬1日目第2競走アラブ系C2-26組条件戦ダイサンラインで初騎乗（9頭立て4番人気3着）。同年5月9日第1回福山競馬5日目第1競走C2-27組条件戦をダイサンラインで優勝（10頭立て4番人気）し、初勝利。
水準以上の成績で今後が期待されるも、引退した。